# Cylindera filigera
Cylindera filigera es una especie de escarabajo del género Cylindera, tribu Cicindelini, familia Carabidae. Fue descrita científicamente por Bates en 1878.
Se distribuye por Indonesia y Malasia. Es de color azul brillante y solo a partir de la década de 1930 se tuvo algún tipo de registro o información de la especie en la literatura especializada.